# أليوراموس
الأليوراموس (بالإنجليزية: Alioramus)‏ (وتعني فرع مختلف) هو جنس ديناصورات من الثيروبودوات من التيرانوصوريات، عاش في العصر الطباشيري المتأخر في آسيا. النوع النمطي أ.ريموتوس معروف عبر جمجمة جزئية وثلاث عظام قدم استُخرجت من رواسب منغولية، والتي تراكمت في سهل فيضي منذ حوالي 70 مليون سنة مضت. وُصفت هذه البقايا وسُميت بواسطة الإحاثي السوفيتي سيرغي كورزانوف سنة 1976. نوع آخر اسمه أ.ألتاي معروف عبر هيكل عظمي أكثر اكتمالا وُصف من قبل ستيفن ل.بروسات وزملائه سنة 2009. صلات الأليوراموس بأجناس التيرانوصوريات الأخرى ليست واضحة، مع وجود بعض الأدلة التي تدعم نظرية أن الأليوراموس ذو صلة قريبة من الجنس المعاصر له تربوصور باتار.
كان الأليوراموس ثنائي الحركة مثل جميع الثيروبودوات المعروفة، وتشير أسنانه الحادة إلى أنه كان لاحما، النماذج المعروفة كانت أصغر حجما من التيرانوصوريات الأخرى مثل تيربوصور باتار والتيرانوصور ركس، لكن يصعب تقدير حجم البالغين منه لأن نماذج الأليوراموس المعروفة ليست سوى بقايا يافعة أو غير بالغة كليا. الاكتشاف الحديث للتشانزوصور يشير إلى أنه ينتمي إلى فرع مختلف من التيرانوصوريات. يمتاز الجنس أليوراموس بصف يتكون من خمسة حدبات معظمة في النهاية العلوية لخطمه، عدد أكبر من الأسنان أكثر من أي جنس آخر من التيرانوصوريات وجمجمة أخفض من معظم التيرانوصوريات الأخرى.